# Juan José de Aizpurúa
Juan José de Aizpurúa y Abaroa (Deva, Guipúzcoa, 10 de marzo de 1814 - San Sebastián, abril de 1895), fue un militar español que luchó por el bando carlista en las guerras carlistas alcanzó a ser comandante general interino de Guipúzcoa.

## Biografía

### Primera guerra carlista
Nació en el municipio vasco de Deva, el 10 de marzo de 1814. En 1833 se alistó como soldado al ejército carlista, el 28 de octubre de ese mismo año fue ascendido a cadete de Infantería. Fue reconocido por Zumalacárregui como bravo y destacó por ello, que le hizo ganar grandes méritos y ascender rápidamente. Entre 1833 y 1834 luchó en Vizcaya y Navarra, aunque sobre todo en Guipúzcoa en las acciones de Azpeitia, Tolosa, Hernani, bloqueo de Guernica, Oñate, Vergara, fue herido cerca de Tolosa. También luchó en La Rioja y el sur de Navarra. En 1835 luchó en Navarra, en las proximidades de Vitoria, en Guipúzcoa: en San Sebastián y Fuenterrabía, y en Vizcaya, en el bloqueo de Bilbao y en el puente de Castrejana, donde volvió a ser gravemente herido.
En 1837 luchó en la batalla de Andoáin liderando una compañía de miquelets. También luchó en Urnieta y en Rasaoña, donde fue herido de gravedad por tercera vez. En 1838 luchó en Álava y Cantabria. En 1839 emigró a Francia por rechazar el Convenio de Vergara.

### Segunda guerra carlista
Volvió a España llamado por Alzáa para la segunda guerra carlista, entró a Guipúzcoa en 1847, fue ascendido a primer comandante el 24 de octubre de 1848. Fracasó en el intento y volvió a Francia.
Volvió a España por la escodada, fue ascendido por Carlos VII a coronel, aunque regresó a Francia por el fracaso del alzamiento.

### Tercera guerra carlista
En abril de 1872 volvió a España y participó en las acciones de Segura, Mañaria, Oñate y la batalla de Oroquieta, después decidió volver a Francia. El 1 de junio entró a España formando un batallón de 700 plazas denominado el IV.º de Guipúzcoa. El 20 de junio fue nombrado comandante general interino de Guipúzcoa. El 1 de junio de 1873 movió sus tropas hasta Urdax, el 8 de julio desarmó en Vera a dos compañías del cura de Santa Cruz por orden del marqués de Valdespina, dos días después tomó el collado de Arichulegui En adelante todas sus operaciones fueron en Guipúzcoa, destacando las operaciones contra el general Loma. Fue nombrado brigadier y segundo comandante general de Guipúzcoa el 6 de febrero de 1874, luchó en la batalla de Somorrostro, en la acción de San Pedro Abanto y en la de Urnieta donde hizo treinta y ocho prisioneros, estando al mando de dos batallones. En 1875 luchó en Hernani y en la montaña de Mendizorrotz, los alfonsinos le ofrecieron cinco millones de reales por traicionar a Carlos VII, oferta que rechazó. Fue condecorado con la medalla distintiva de Carlos VII y la de Somorrostro. En 1876 con el fin de la tercera guerra carlista, volvió a Francia con su esposa y sus tres hijos.
Falleció en su casa de San Sebastían, en abril de 1895, a los 81 años de edad.